# Carlos Ficoseco
José Carlos Ficoseco (San Salvador de Jujuy, 28 de septiembre de 1954) es un médico y político argentino que ejerció como Gobernador de la Provincia de Jujuy entre 1993 y 1994.

## Biografía
Cursó sus estudios secundarios en el Liceo Militar de la ciudad de Córdoba y en un colegio privado de la ciudad de Buenos Aires. Se recibió de médico cirujano en la Universidad Nacional de Córdoba, en el año 1979. Posteriormente se especializó en inmunología y dermatología.
Tras ejercer su especialidad en varios hospitales del país, se radicó definitivamente en su ciudad natal. Allí fundó el Club Deportivo Ficoseco.
Afiliado al Partido Justicialista desde 1983, acompañó a Roberto Domínguez en una de las fórmulas electorales que compitieron en las elecciones de 1991, asumiendo el cargo de vicegobernador en diciembre de ese año.
Acuciado por problemas económicos y gremiales, y sin apoyo político, Domínguez presentó la renuncia a su cargo, asumiendo en su lugar Ficoseco. La situación económica de la provincia, sin embargo, era de extrema crisis, y las continuas protestas de los sindicatos jaquearon al nuevo gobernador; el cual, por otro lado, no contaba siquiera con el apoyo de su propio partido. En consecuencia, presentó su renuncia al cargo el 15 de abril de 1994, siendo sucedido por el reemplanzante designado por la legislatura, el dpitado Oscar Perassi.
No volvió a incursionar en política, y ejerce su profesión de médico inmunólogo en su consultorio privado de la ciudad de San Salvador de Jujuy.